# Issei Yamamoto
Issei Yamamoto (山本一清?, Yamamoto Issei; 27 maggio 1889 – 16 gennaio 1959) è stato un astronomo giapponese, conosciuto per aver creato Oriental Astronomical Association.

## Biografia
Fu professore d'astronomia all'Università di Kyoto. Nel 1920 fondò l'Associazione Astronomica Orientale (Oriental Astronomical Association), diventandone il primo presidente. Attraverso l'associazione stimolò l'osservazione collaborativa delle macchie solari, il che ebbe un importante impatto nel promuovere l'astronomia in Giappone. Importante fu il suo appoggio al lavoro di Hisako Koyama. Fu direttore dell'Osservatorio Kwasan a Kyoto.

## Premi e riconoscimenti
Il cratere Yamamoto sulla Luna e l'asteroide 2249 Yamamoto traggono il loro nome da lui.